# Tebaldo III di Champagne
Tebaldo III di Champagne, chiamato anche Tibaldo o Teobaldo (in francese Thibaut; Troyes, 13 maggio 1179 – Troyes, 24 maggio 1201), fu conte di Champagne dal 1197 fino alla sua morte.

## Origine
Secondo la Chronica Albrici Monachi Trium Fontium, Tebaldo era il figlio maschio secondogenito del conte di Champagne (conte di Troyes e conte di Meaux) e di Brie, Enrico I il Liberale e di Maria di Francia, che, sia secondo il cronista e monaco benedettino inglese, Matteo di Parigi, che secondo la Chronica Albrici Monachi Trium Fontium, Maria era la figlia primogenita di Luigi VII, detto il Giovane, re di Francia, e della duchessa d'Aquitania e Guascogna e contessa di Poitiers, Eleonora d'Aquitania, che, ancora secondo la Chronica Albrici Monachi Trium Fontium, era la figlia primogenita del duca di Aquitania, duca di Guascogna e conte di Poitiers, Guglielmo X il Tolosano e della sua prima moglie, Aénor di Châtellerault († dopo il 1130), figlia del visconte Americo I di Châtellerault e della Maubergeon, che al momento della sua nascita era l'amante di suo nonno Guglielmo IX il Trovatore.
Sia secondo Guglielmo arcivescovo della città di Tiro, nell'odierno Libano, che secondo la Chronica Albrici Monachi Trium Fontium Enrico I il Liberale era il figlio primogenito del conte di Blois, di Chartres e di Châteaudun, Provins, signore di Sancerre e Amboise (Tebaldo IV), e poi conte di conte di Champagne (conte di Troyes e conte di Meaux Tebaldo II), Tebaldo e della moglie, che sempre secondo la Chronica Albrici Monachi Trium Fontium era Matilde di Carinzia (ca. 1106; † 1160) del casato degli Sponheim, figlia del margravio d'Istria, duca di Carinzia e reggente della marca di Verona, Enghelberto e di Uta di Passau.

## Biografia
Nel 1190, suo fratello, il conte di Champagne, Enrico II era partito per la terza crociata, lasciando la reggenza della contea di Champagne alla madre, Maria, sorella del re di Francia, Filippo Augusto, come ci conferma il Recueil des historiens des croisades. Historiens occidentaux..
Nel 1192, Enrico, come ci viene confermato dalla Chronica Albrici Monachi Trium Fontium, aveva sposato la regina del regno di Gerusalemme, Isabella di Lusignano, divenendo re di Gerusalemme, con l'appoggio degli zii, Filippo Augusto e Riccardo Cuor di Leone; dopo aver concordato una tregua col Saladino, nel 1197, con l'arrivo dei crociati tedeschi, la guerra riprese; Enrico morì in quello stesso anno, cadendo da una finestra.
Dopo la morte di Enrico, suo terzo marito, Isabella fu data in moglie per la quarta volta ad Amalrico di Lusignano, succeduto al fratello di Guido sul trono di Cipro, e continuò a regnare sul regno di Gerusalemme. Per ciò che riguarda la contea di Champagne, fu retta da Tebaldo, assieme alla madre, Maria di Francia, per conto delle eredi di Enrico, ma, alla morte di Maria, all'inizio del 1198, il re di Francia, Filippo Augusto, concesse la contea a Tebaldo, come ci viene riportato nel Recueil des historiens des croisades. Historiens occidentaux..
A seguito dell'appello del papa Innocenzo III del 1198, Tebaldo, che, nel novembre del 1199, aveva indetto un torneo nel suo castello di Écry-sur-Aisne, assieme a tutti i partecipanti al torneo decise di aderire alla quarta crociata; tra i partecipanti figuravano: il cugino (figlio della zia, Alice di Francia, la sorella di sua madre) Luigi, conte di Blois, di Chartres, di Châteaudun e di Clermont, Goffredo di Villehardouin, siniscalco della Champagne, col nipote Goffredo I di Villehardouin, futuro principe di Acaia ed anche Simone IV di Montfort, signore di Montfort-l'Amaury e quinto conte di Leicester e futuro comandante della crociata albigese, Gualtieri III di Brienne, conte di Brienne e futuro principe di Taranto, duca di Puglia, conte di Lecce e re titolare di Sicilia e molto probabilmente Giovanni di Brienne, futuro re di Gerusalemme e imperatore latino di Costantinopoli. Pochi mesi dopo, nel febbraio del 1200, aderirono alla crociata anche i suoi cognati, Baldovino IX, conte delle Fiandre e di Hainaut che fu il primo imperatore dell'impero latino di Costantinopoli, assieme a suo fratello Enrico e nel corso di quello stesso anno, Tebaldo, venne designato ad essere il capo della quarta crociata; la scelta fu gradita anche da papa Innocenzo III.
Fu presa la decisione di iniziare l'impresa dall'Egitto, anziché dalla Palestina e per questo fu deciso di arrivare in Egitto via mare. Goffredo di Villehardouin firmò un contratto col doge di Venezia, Enrico Dandolo, che per 94000 marchi d'argento la flotta veneziana, nel 1202 avrebbe provveduto al trasporto da Venezia all'Egitto di 4500 cavalieri coi rispettivi cavalli, 9000 scudieri e 20000 fanti, il doge inoltre garantiva una scorta di 50 galee in cambio di metà delle future conquiste; il contratto fu ratificato dal papa.
Quando la delegazione si recò nella Champagne, per riferire a Tibaldo, lo trovarono gravemente ammalato ed infatti, dopo poco, morì nel suo palazzo di Troyes, come conferma anche il Recueil des historiens des croisades. Historiens occidentaux., anche la Chronica Albrici Monachi Trium Fontium, riporta la morte di Tebaldo, nel 1201, all'età di 25 anni, nel periodo della Pentecoste e che fu tumulato a Troyes, nella chiesa di Santo Stefano, accanto al padre, Enrico I; sia secondo gli Obituaires de Sens Tome I.1, Eglise cathédrale de Sens, Obituaire du xiii siècle, che gli Obituaires de Sens Tome II, Eglise cathédrale de Chartres, Obituaire du xii siècles. Tome 2, Tebaldo (Theobaldus comes Campanie) morì il 24 maggio (IX Kal Junii) del 1201.
A capo della crociata fu sostituito dal marchese del Monferrato Bonifacio I, mentre nel titolo di conte di Champagne gli succedette il figlio, nato postumo, il 30 maggio 1201, Tebaldo IV, sotto la tutela della madre Bianca di Navarra. La successione fu, in seguito, contestata dalle figlie di Enrico II di Champagne, fratello di Tebaldo III, Alice di Champagne e Filippa di Champagne che portò alla guerra di successione di Champagne.

## Matrimonio e discendenza
Il 1º gennaio 1199, a Chartres, Tebaldo, secondo la Chronica Albrici Monachi Trium Fontium, aveva sposato Bianca di Navarra, sorella del re di Navarra, Sancho VII e sorella di Berengaria di Navarra moglie di Riccardo Cuor di Leone, che, secondo il Nobiliario de D. Pedro Conde de Bracelos hijo del Rey D. Dionis de Portugal era figlia del re di Navarra Sancho VI il Saggio e Sancha di Castiglia, figlia del re di León e Castiglia, Alfonso VII e di Berenguela di Barcellona.
Tibaldo da Bianca ebbe due figli:
- Maria di Champagne (1200-?), secondo Goffredo di Villehardouin, nel suo Chronicles of the Crusades (non consultato), Tebaldo alla sua morte lasciò una bambina nata da poco[22];
- Tebaldo (1201-1253), conte di Champagne (1201-1253) e re di Navarra[23], dal 1234 al 1253.

Da un'amante di cui non si conoscono né il nome né gli ascendenti, Tebaldo ebbe un figlio:
- Guglielmo († 29 dicembre 1264/1266) ricordato come fratello di Tebaldo I di Navarra dagli Obituaires de Sens Tome I.1, Eglise cathédrale de Sens, Obituaire du xiii siècle[24].

## Ascendenza
|                          |                     |                          | Genitori                            |  |  | Nonni |  |  | Bisnonni            |  |  | Trisnonni            |  |
|                          |                     |                          |                                     |  |  |       |  |  | Stefano II di Blois |  |  | Tebaldo III di Blois |  |
|                          |                     |                          |                                     |  |  |       |  |  | Stefano II di Blois |  |  | Tebaldo III di Blois |  |
|                          |                     | Gersenda del Maine       |                                     |  |  |       |  |  | Stefano II di Blois |  |  |                      |  |
| Tebaldo II di Champagne  |                     |                          |                                     |  |  |       |  |  | Stefano II di Blois |  |  |                      |  |
|                          |                     | Adele d'Inghilterra      | Guglielmo I d'Inghilterra           |  |  |       |  |  |                     |  |  |                      |  |
|                          |                     | Adele d'Inghilterra      | Guglielmo I d'Inghilterra           |  |  |       |  |  |                     |  |  |                      |  |
|                          |                     | Adele d'Inghilterra      | Matilde di Fiandra                  |  |  |       |  |  |                     |  |  |                      |  |
| Enrico I di Champagne    |                     | Adele d'Inghilterra      |                                     |  |  |       |  |  |                     |  |  |                      |  |
|                          |                     | Enghelberto II d'Istria  | Enghelberto I d'Istria              |  |  |       |  |  |                     |  |  |                      |  |
|                          |                     | Enghelberto II d'Istria  | Enghelberto I d'Istria              |  |  |       |  |  |                     |  |  |                      |  |
|                          |                     | Enghelberto II d'Istria  | Edvige                              |  |  |       |  |  |                     |  |  |                      |  |
| Matilde di Carinzia      |                     | Enghelberto II d'Istria  |                                     |  |  |       |  |  |                     |  |  |                      |  |
|                          |                     | Uta di Passau            | Ulrico di Passau                    |  |  |       |  |  |                     |  |  |                      |  |
|                          |                     | Uta di Passau            | Ulrico di Passau                    |  |  |       |  |  |                     |  |  |                      |  |
|                          |                     | Uta di Passau            | Adelaide di Megling-Frontenhausen   |  |  |       |  |  |                     |  |  |                      |  |
| Tebaldo III di Champagne |                     | Uta di Passau            |                                     |  |  |       |  |  |                     |  |  |                      |  |
|                          | Luigi VI di Francia | Filippo I di Francia     |                                     |  |  |       |  |  |                     |  |  |                      |  |
|                          | Luigi VI di Francia | Filippo I di Francia     |                                     |  |  |       |  |  |                     |  |  |                      |  |
|                          | Luigi VI di Francia | Berta d'Olanda           |                                     |  |  |       |  |  |                     |  |  |                      |  |
| Luigi VII di Francia     | Luigi VI di Francia |                          |                                     |  |  |       |  |  |                     |  |  |                      |  |
|                          |                     | Adelaide di Savoia       | Umberto II di Savoia                |  |  |       |  |  |                     |  |  |                      |  |
|                          |                     | Adelaide di Savoia       | Umberto II di Savoia                |  |  |       |  |  |                     |  |  |                      |  |
|                          |                     | Adelaide di Savoia       | Gisella di Borgogna                 |  |  |       |  |  |                     |  |  |                      |  |
| Maria di Francia         |                     | Adelaide di Savoia       |                                     |  |  |       |  |  |                     |  |  |                      |  |
|                          |                     | Guglielmo X di Aquitania | Guglielmo IX d'Aquitania            |  |  |       |  |  |                     |  |  |                      |  |
|                          |                     | Guglielmo X di Aquitania | Guglielmo IX d'Aquitania            |  |  |       |  |  |                     |  |  |                      |  |
|                          |                     | Guglielmo X di Aquitania | Filippa di Tolosa                   |  |  |       |  |  |                     |  |  |                      |  |
| Eleonora d'Aquitania     |                     | Guglielmo X di Aquitania |                                     |  |  |       |  |  |                     |  |  |                      |  |
|                          |                     | Aénor di Châtellerault   | Aymery, I visconte di Châtellerault |  |  |       |  |  |                     |  |  |                      |  |
|                          |                     | Aénor di Châtellerault   | Aymery, I visconte di Châtellerault |  |  |       |  |  |                     |  |  |                      |  |
|                          |                     | Aénor di Châtellerault   | Dangerose de l'Isle Bouchard        |  |  |       |  |  |                     |  |  |                      |  |
|                          |                     | Aénor di Châtellerault   |                                     |  |  |       |  |  |                     |  |  |                      |  |

### Fonti primarie
- (LA)  William of Tyre, Historia rerum in partibus transmarinis gestarum.
- (LA)  Matthæi Parisiensis, monachi Sancti Albani, Chronica majora, vol I.
- (LA)  Matthæi Parisiensis, monachi Sancti Albani, Chronica majora, vol II.
- (LA)  Obituaires de la province de Sens. Tome I.
- (LA)  Obituaires de la province de Sens. Tome 2.
- (FR)  William of Tyre, Recueil des historiens des croisades. Historiens occidentaux..
- (LA)  Monumenta Germanica Historica, tomus XXIII.
- (PT)  Nobiliario de D. Pedro Conde de Bracelos hijo del Rey D. Dionis de Portugal.

### Letteratura storiografica
- D.M. Nicol, "La quarta crociata e gli imperi greco e latino, 1204 - 1261", cap. XIV, vol. III in Storia del mondo medievale, 1999, pp. 503–558
- Charles Lethbridge Kingsford, Il regno di Gerusalemme, 1091-1291, cap. XXI, vol. IV, in «Storia del mondo medievale», 1999, pp. 757–782
- (FR)  Histoire généalogique de la maison royale de Dreux (Paris), Luxembourg.